# Hilary Farr
Hilary Labow (Toronto, Ontario; 31 de agosto de 1951), también conocida como Hilary Farr,  es una diseñadora canadiense, conocida por presentar el reality show Tu casa a juicio.

## Biografía
Hilary nació en Toronto, Ontario pero se crio en Londres. Aunque su primera vocación fue el teatro, desde muy pequeña manifestó interés por el arte. Ayudando a su madre a buscar piezas artísticas y accesorios para decorar la casa familiar se acercó por primera vez al diseño de interiores. 
Comenzó su carrera profesional con trabajos a media jornada en Los Ángeles, la mayoría en renovaciones de viviendas, pero también platós y escenarios de cine y televisión. Fue entonces cuando comenzó a comprar viviendas para reformar en todo el mundo, incluyendo Australia y Reino Unido, así como California y Nueva York. 
Se casó y tuvo un hijo. Tras divorciarse de su marido, Farr decidió mostrar su trabajo en televisión. En 2008 se dio a conocer como presentadora y diseñadora en el reality Tu casa a juicio, un programa en el que una familia debe decidir si quiere mudarse a una casa nueva o prefiere quedarse en la suya tras una reforma de gran calado diseñada por Hilary Farr y ejecutada por su equipo. 
Entre los clientes de Hilary Farr se encuentran celebridades del mundo del espectáculo. La diseñadora reformó la casa de la actriz Jenna Elfman y el loft que la cantante Jennifer Hudson tiene en Chicago, entre otros trabajos para famosos.
Paralelamente a su carrera como diseñadora de interiores y con el nombre de Hilary Labow, Farr participó con pequeños papeles en películas como Layout for 5 Models (1972), Sex Farm (1973), Never Mind the Quality, Feel the Width (1973), Legend of the Werewolf (1975), The Rocky Horror Picture Show (1975), City on Fire (1979), The Return (1980) y en  El gran heroe americano (1982).